# Laophonte nordgaardi
Laophonte nordgaardi är en kräftdjursart som beskrevs av Sars 1908. Laophonte nordgaardi ingår i släktet Laophonte och familjen Laophontidae. Arten har ej påträffats i Sverige. Inga underarter finns listade i Catalogue of Life.